# Pristimantis turpinorum
Espèce
Synonymes
- Eleutherodactylus turpinorum Hardy, 2001

Statut de conservation UICN

 VU D2 : Vulnérable
Pristimantis turpinorum est une espèce d'amphibiens de la famille des Craugastoridae.

## Répartition
Cette espèce est endémique du Nord-Est de l'île de Tobago à Trinité-et-Tobago.

## Publication originale
- Hardy, 2001 : A new frog of the genus Eleutherodactylus from the island of Tobago, West Indies. Bulletin of the Maryland Herpetological Society, vol. 37, p. 25-31.